# Théophane Prokopovitch
Théophane Prokopovitch (en russe : Феофан Прокопович), né le 18 juin 1681 à Kiev et mort le 19 septembre 1736 à Saint-Pétersbourg, est un moine ukrainien et russe.
Il a été archevêque de Novgorod et vice-président du Saint-Synode russe. Il était également le principal conseiller du tsar Pierre le Grand en matière d'affaires religieuses.

## Biographie

### Formation
Théophane est issu d'une famille de Kiev. Très tôt orphelin, il est éduqué par son oncle Théophane, recteur du Collège Pierre Moghila de Kiev et y fait ses études, qu'il poursuit dans les collèges jésuites de Pologne, puis devient moine de l’ordre de Saint-Basile. Élève très doué, il est fait préfet et professeur de poétique et rhétorique de l’école uniate de Vladimir de Volynie. Il est alors ordonné diacre par l’évêque uniate.
Envoyé au Collège Saint-Athanase de Rome, il s’y perfectionne en rhétorique, philosophie (Aristote) et en théologie, mais en retire une grande animosité contre les manifestations de la papauté.

### À Kiev
Il n’entre donc pas dans l’ordre jésuite, retourne à Kiev et s’y reconvertit à l’orthodoxie (la conversion opportuniste au catholicisme des religieux et lettrés n’est pas rare à cette époque). Il écrit une pièce de théâtre à la mode jésuite à la gloire du prince Vladimir Ier, Grand-prince de la Rus' de Kiev, où il mentionne Ivan Mazepa et Pierre le Grand. Après la défaite de Mazepa dans la lutte pour la libération de l'Ukraine de l'occupation de Moscou, il prend parti pour la Russie et accueille Pierre le Grand après sa victoire de la Poltava à la cathédrale Sainte-Sophie de Kiev avec un panégyrique en l’honneur de Pierre en 1709. Pierre l’emmène lors de la Campagne du Prout de 1711. À 30 ans, il est nommé igoumène du Monastère de la Fraternité de Kiev, recteur de l’Académie de Kiev (Collège Mogila), où il est également enseignant de théologie.
Il y développe un enseignement de plus en plus fondé sur les Écritures et la Patristique, de tendance protestante, par opposition à la logique et aux commentaires scolastiques développés dans la tendance catholique. Il s’intéresse de plus en plus aux problématiques séculières et politiques, tout en fréquentant le prince Dmitri Mikhaïlovitch Golitsyne.

### À Saint-Pétersbourg
En 1716, Pierre le Grand l'appelle auprès de lui à Saint-Pétersbourg. Il devient rapidement une des personnalités importantes de la nouvelle capitale ; il peut rejoindre le tsar dans un de ses cercles, la « Société de Neptune », et Théophane écrit lui-même de nombreux ouvrages servant l’administration impériale, un catéchisme pour enfants (1717), une défense de l’obéissance chrétienne au pouvoir (1718), une étude historique pour démontrer que le tsar est l’« évêque des évêques » (1721). Parallèlement, il poursuit sa carrière ecclésiastique : il devient d'abord évêque de Pskov (1718), puis archevêque de Novgorod (1720) et second vice-président du Saint-Synode en 1721.
Sa théologie était réputée proche de la Réforme protestante, et il s'est attaché à conseiller Pierre Ier dans ses réformes liturgiques ; Son œuvre la plus importante, le Règlement spirituel instauré par Pierre le Grand en 1721, supprime le patriarcat, installe le très Saint-Synode qui met en place une direction collégiale de l'Église russe sous le contrôle de l'État, et organise l'Église sur le modèle des consistoires protestants. Il s'oppose donc aux milieux cléricaux plus conservateurs rassemblés à Moscou, notamment au kiévien Dimitri de Rostov, ou à Étienne Iavorski, partisan de la tendance « catholique » et de l'indépendance du Patriarcat face au pouvoir civil.
Il est le gardien moral des réformes religieuses de Pierre le Grand après la mort de celui-ci.
Il fut le protecteur d’Antioche Cantemir, Vassili Tatichtchev, Mikhaïl Lomonossov.

## Œuvres

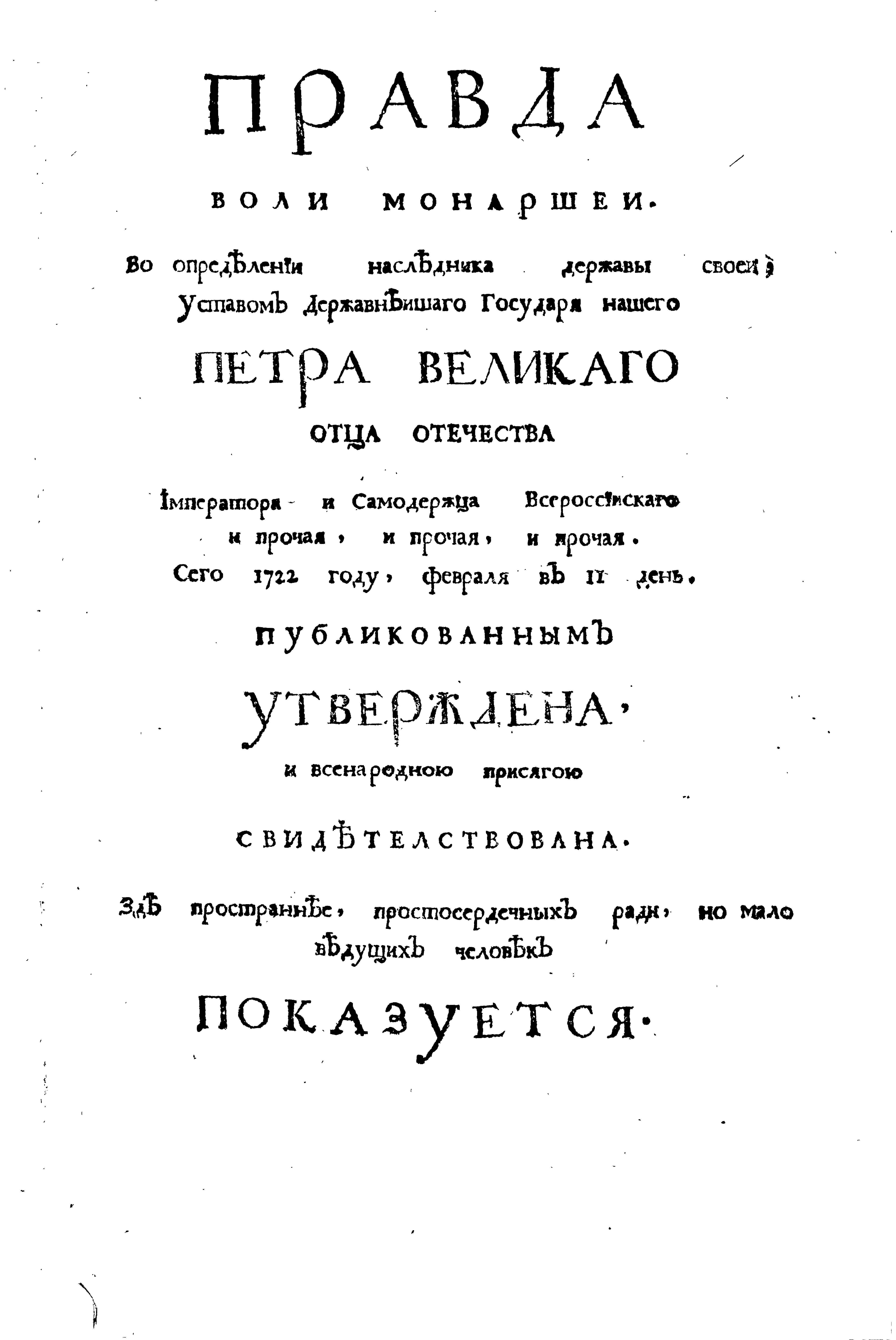
Правда воли монаршей (« La Justice de la volonté monarchique »), 1722, page de titre

- 1717 : Notice pour un catéchisme orthodoxe pour enfants.
- 1717 : Tableau des empereurs russes.
- 1718 : Sermon prêché le 6 avril 1718 sur le devoir chrétien d'obéir au souverain (dans le contexte du complot contre Pierre le Grand où était impliqué le tsarévitch Alexeï), publié en août.
- 1720 : Le Premier enseignement des enfants, 1720. Catéchisme d'inspiration protestante, insistant sur l'importance de l'obéissance. Lu à haute voix deux fois par jour dans les églises par oukase impérial. Réimprimé 12 fois jusqu'en 1724.
- 1721 : Розыск исторический, коих ради вин и в яковом разуме были и нарицалися императоры римстии, как язычестии, так и христианстии, понтифексами и архиереами многобожного закона; а в законе христианстем христианстии государи могут ли нарещися епископы и архиереи, и в каком разуме? (« Recherches historiques sur les raisons et la signification du fait que les Empereurs romains tant païens que chrétiens furent appelés pontifes ou grands prêtres de la foi polythéiste et dans quelle mesure est-il possible aux souverains chrétiens de porter ce titre ? »), 1721 : essai pour prouver que le souverain peut être appelé « évêque » ou même « Évêque des Évêques »
- 1721 Duxovnyj Reglament (Règlement spirituel ou Règlement ecclésiastique) : (version russe en ligne), traduit en français par C. Tondini sous le titre de Règlement ecclésiastique, Paris, Librairie de la Société Bibliographique, 1874. Notice critique en ligne de James Cracraft.
- 1722 Правда воли монаршей (« La Justice de la volonté monarchique »)

## Sources
- (de) Konrad Onasch, « Prokopowitsch, Feofan », dans Biographisch-Bibliographisches Kirchenlexikon (BBKL), vol. 7, Herzberg, 1994 (ISBN 3-88309-048-4, lire en ligne), colonnes 995-998
- (en) James Cracraft, The Church Reform of Peter the Great, Stanford, Stanford University Press, 1971 (présentation en ligne, lire en ligne), p. 49-62